# Amber Oak
Amber Oak var en svensk musikgrupp från Skellefteå som bildades 2008 av Erik Ekersund, Joseph Dahlberg och Albin Marklund. Bandet ligger på det legendariska Skellefteåbaserade skivbolaget A Westside Fabrication. Jonathan Eriksson och Alec Hofverberg gick med 2009 och då var bandet komplett.

## Historia
Bandet började sin resa med att släppa EP:n "Your Missing Piece" under A Westside Fabrication 2009. Låten "Audrey" som spelades på diverse Svenska radiostationer var bland annat med på "Your Missing Piece".
2011 släppte bandet deras debutalbum "Illt" som fått god kritik av många av Sveriges musikskribenter.
De släppte även singeln "Words" samma år som spelades flitigt på diverse svenska radiostationer. 

## Medlemmar
- Jonathan Eriksson - sång
- Joseph Dahlberg - gitarr och sång
- Alec Hofverberg - bas
- Erik Ekersund - trummor

## Diskografi
- 2009 - Your Missing Piece EP
- 2011 - Illt
- 2011 - Words (singel)
- 2013 - Ambivalence EP